# Olympische Sommerspiele 1972/Teilnehmer (Panama)
| Gelbes Symbol für Goldmedaillen mit stilisierten Olympischen Ringen | Graues Symbol für Silbermedaillen mit stilisierten Olympischen Ringen | Braundes Symbol für Bronzemedaillen mit stilisierten Olympischen Ringen |
| ------------------------------------------------------------------- | --------------------------------------------------------------------- | ----------------------------------------------------------------------- |
| —                                                                   | —                                                                     | —                                                                       |

Panama nahm an den Olympischen Sommerspielen 1972 in München mit einer Delegation von sieben Sportlern (allesamt Männer) teil.

## Teilnehmer nach Sportarten

### Boxen
- Luis Ávila
Bantamgewicht: 33. Platz

- Roy Hurdley
Leichtgewicht: 33. Platz

### Gewichtheben
- Ildefonso Lee
Leichtgewicht: 19. Platz

- Henry Phillips
Schwergewicht: 23. Platz

### Leichtathletik
- Donaldo Arza
800 Meter: Vorläufe
1500 Meter: Vorläufe

### Ringen
- Wanelgen Castillo
Fliegengewicht, Freistil: 2. Runde

- Segundo Olmedo
Leichtgewicht, Freistil: 2. Runde